# Proasellus istrianus
Proasellus istrianus là một loài chân đều trong họ Asellidae. Loài này được Stammer miêu tả khoa học năm 1932.